# Josefina Calduch Rovira
Josefina Calduch Rovira, řeholním jménem Isabel (9. května 1882, Alcalà de Xivert – 13. dubna 1937, Cuevas de Vinromá) byla španělská římskokatolická řeholnice Řádu klarisek-kapucínek a mučednice. Katolická církev jí uctívá jako blahoslavenou.

## Život
Narodila se 9. května 1882 v Alcalà de Xivert jako poslední z pěti dětí Francisca Calduch Roures a Amparo, roz. Rovira Martí. Již v dětství projevovala dobročinnost vůči potřebným.
Roku 1900 vstoupila do kláštera klarisek-kapucínek v Castellón de la Plana. Dne 28. dubna 1901 složila své časné sliby a 30. května 1904 sliby věčné. Podle dochovaných pramenů byla radostná, skromná, pokorná řeholnice dodržující pravidla. Chovala velkou oddanost k Nejsvětější svátosti, Panně Marii a ke svatému Janu Křtiteli. V klášteře působila také jako novic mistrině.
Po vypuknutí španělské občanské války a počátku pronásledování katolické církve roku 1936 odešla do Alcalà de Xivert, kde působil jako kněz její bratr Manuel Calduch Rovira, který byl později zabit a v současné době u něj probíhá proces blahořečení. Zde byla 13. dubna 1937 zatčena milicionáři a odvezena spolu s františkánem Manuelem Gelim na místní výbor, kde byli oba uráženi a mučeni. Následně byli zabiti v Cuevas de Vinromá. Pohřbena byla na místním hřbitově.

## Proces blahořečení
Dne 17. prosince 1957 byl ve valencijské arcidiecézi zahájen proces jejího blahořečení. Do procesu bylo zařazeno také dalších dvanáct kapucínů, čtyři klarisky-kapucínky a jedna bosá augustiniánka.
Dne 20. prosince 1999 uznal papež Jan Pavel II. jejich mučednictví. Blahořečeni byli 11. března 2001.